# Сражение при Санта-Крус-де-Тенерифе (1797)
Сражение при Санта-Крус-де-Тенерифе (англ. Battle of Santa Cruz de Tenerife) 22—25 июля 1797 года — безуспешная попытка британской эскадры под командованием адмирала Горацио Нельсона захватить испанский архипелаг с целью дальнейшего использования островов в качестве военно-морской базы. Силами обороняющихся командовал генерал-лейтенант Антонио де Отеро (исп. Antonio Gutiérrez de Otero y Santayana; 1729–1799), бывший начальником гарнизона Санта-Крус-де-Тенерифе с 1790 года.

## Предпосылки
В период англо-испанского противостояния 1796-1802 годов военные операции Англии были в большинстве своем морскими. Испания выглядела серьёзным противником — как минимум, теоретически. В 1793 году влияние Испанской империи распространялось на огромные территории в обеих Америках, включая миллион квадратных миль (2,6 млн км²) к западу от Миссисипи, Испания владела землями на Антильских островах (прежде всего Кубой), и в Тихом океане (в первую очередь — Филиппинские острова). Номинально она являлась третьей морской державой мира, располагая 76 линейными кораблями (из которых реально боеготовы были 56) и 105 меньшими кораблями (при этом фактически третьей морской державой мира в конце XVIII века была Россия, которая, уступая Испании по номинальному составу флота, превосходила её по количеству боеготовых кораблей и успешному опыту современных морских войн, полученному в войнах с Турцией и Швецией). На деле же испанский флот не мог составить конкуренции британскому. Практически в каждом столкновении, от десантных операций до абордажа и генеральных сражений, как у своих берегов, так и в колониях, испанцы терпели поражения. Примечательными исключениями являются только неудачные нападения британцев на Сан-Хуан (Пуэрто-Рико) в 1797 году и набег Нельсона (в том же году) на Санта-Крус-де-Тенерифе, на Канарских островах.
Корабли контр-адмирал Нельсона, в составе эскадры адмирала Джервиса, располагались от Гибралтарского пролива до мыса Сан-Висенте, чтобы перехватывать испанские корабли, прибывающие из Америки. Вице-король Мексики, которого ожидали из Веракруса с несметными сокровищами, по слухам, остановился в Санта-Крус (на Санта-Крус-де-Тенерифе), и Нельсон с вверенными ему кораблями 15 июля 1797 года отделился от основного флота.

## Ход сражения
20 июля эскадра подошла к порту Санта-Крус, высадки войск не произошло, 
… свежий ветер и противное течение воспрепятствовали высадке
 но маневры англичан привлекли внимание испанцев. Поэтому высаженный в ночь с 21 на 22 июля восточнее города английский десант не смог занять стратегически важные высоты, найдя их хорошо защищёнными. Помимо регулярных войск, форты Пасо-Альто, Сан-Кристобаль и Сан-Хуан обороняли местное ополчение и матросы с находившихся в гавани кораблей:
…100 человек французских матросов, принадлежавших к экипажу брига Mutine, матросы со шлюпок фрегатов Lively и Minerva, в то время как командир и бо́льшая часть экипажа находились на берегу.
В ночь с 24 на 25 июля англичане предприняли обманный маневр. Фрегаты бросили якорь в двух милях к норд-осту от города и сделали вид, что намерены с этой стороны высадить десант. По плану Нельсона все гребные суда эскадры под прикрытием должны были десантировать около тысячи человек непосредственно в гавань, пройдя под дулами 30–40 пушек крепости. Эту вылазку Нельсон возглавлял лично, но когда он уже собирался сойти на берег, пролетавшее мимо ядро задело его локоть, опрокинув в шлюпку. Адмирала в срочном порядке доставили на флагман. Отряды матросов и солдат, высадившиеся с адмиральского катера и следовавшего за ним тендера HMS Fox (те, кто уцелели под обстрелом крепостных орудий), овладели молом, но были выбиты защитниками крепости.
Вторая колонна атакующих, которой командовал капитан Томас Трубридж (англ. Thomas Troubridge; 1758–1807) — капитан корабля HMS Culloden), отличившийся в сражении при Сан-Висенте, не смогла попасть в гавань, и десант высадился к западу от порта. Беспрепятственно проникнув в город, Трубридж оказался в окружении (испанцев было в два-три раза больше), и англичане были вынуждены капитулировать на условиях коменданта Гутьерреса. По этим условиям стороны договорились, что английские войска будут отосланы на свои корабли; взамен Нельсон дал обещание не предпринимать нового нападения на Тенерифе или какой-либо другой из Канарских островов.

## Последствия
Губернатор Санта-Крус позволил англичанам сохранить оружие и знамёна. Более того, он одолжил Нельсону два корабля, чтобы сопровождать заметно побитую эскадру назад. Взамен Нельсон согласился отпустить один из них в Кадис с новостью о победе. Ожидавший совсем другого результата Джервис пришел в ярость. Но по сути, англичан подвело собственное высокомерие и недостаток подготовки. Рассчитывая встретить неорганизованного противника, как при Сан-Висенте, они просто не выделили достаточных сил на хорошо укрепленный город. Больше попыток взять Санта-Крус не было.
В этом сражении Нельсон потерял правую руку. Всю оставшуюся жизнь это служило ему напоминанием о провале. По возвращении он писал Джервису: 
В одноруких адмиралах Англия не нуждается. 
 Англия, однако, нуждалась в героях, и дома Нельсону оказали геройские почести. Через полтора года он снова командовал эскадрой в Средиземном море, и одержал блестящую победу при Абукире.
Пушка «Тигр», входившая в состав артиллерии, защищавшей столицу Тенерифе, и которой по традиции приписывают лишение адмирала Нельсона руки, служит символом триумфальной победы над англичанами. После сражения она была установлена в Севилье, а сегодня является частью экспозиции Военного музея Санта-Крус-де-Тенерифе (исп. Museo Militar Regional de Canarias).